# Micmàs
Micmàs (en hebreu מִכְמָשׂ, Mikhmàs) fou una ciutat de la tribu de Benjamí a l'est de Betel. Pertanyia als filisteus i més tard va passar als israelites. A la rodalia hi han les roques Bossés i Senne esmentades a Sam. 14.4, que són dues roques còniques entre la ciutat i Gueba.